# Европейские пещерные саламандры
Европейские пещерные саламандры (лат. Speleomantes) — род саламандр из семейства безлёгочных саламандр (Plethodontidae) отряда хвостатых земноводных. Амфибии, включаемые в данный род, единственные представители данного семейства, обитающие в Европе (большинство из них являются эндемиками Италии). Род был выделен в 1984 году из рода Hydromantes, который в настоящее время включает только земноводных, обитающих в Новом Свете.

## Виды
8 видов:
- Speleomantes ambrosii (Lanza, 1954)
- Speleomantes flavus (Stefani, 1969)
- Speleomantes genei (Temminck and Schlegel, 1838)
- Speleomantes imperialis (Stefani, 1969)
- Speleomantes italicus (Dunn, 1923)
- Speleomantes sarrabusensis Lanza, Leo, Forti, Cimmaruta, Caputo, and Nascetti, 2001
- Speleomantes strinatii (Aellen, 1958)
- Speleomantes supramontis (Lanza, Nascetti and Bullini, 1986)

## Описание
Небольшие (общая длина не превышает 10—12 см) изящные амфибии, приспособленные к жизни в пещерах и трещинах. Питаются насекомыми и другими беспозвоночными. Характеризуются отсутствием лёгких, наличием мембран между пальцах и наличием особого длинного языка с диском-ловушкой на конце, который способны выбрасывать на несколько сантиметров